# Iglesia de San Jorge (Chieri)
La iglesia de San Giorgio es un lugar de culto católico de Chieri, en la provincia de Turín, construida en la cima de la colina, donde en la antigüedad había un castrum del siglo X, en cuyo interior ya existía una capilla dedicada al santo. Del siglo XIV datan la Torre Landolfo, que sirvió tanto de torre cívica durante la República de Chieri como de campanario, y una primera iglesia de estilo gótico. Destruida por un incendio en 1412, la iglesia fue reconstruida en 1442 y orientada hacia la ciudad.
El campanario fue restaurado en 1676 y cubierto por una cúpula de pagoda. La fachada actual, obra de Bernardo Antonio Vittone, data de 1752.
En el interior, bajo el altar mayor, se encuentra una cripta dedicada a San Miguel y completamente pintada al fresco.
La iglesia conserva una Resurrección de Cristo de Guglielmo Caccia conocido como "Il Moncalvo" y una campana de bronce de 1452.